# Корнель Кшечунович
Ко́рнель Ян Кшечуно́вич (пол. Kornel Jan Krzeczunowicz; 2 лютого 1815, с. Соснів, нині Тернопільського району, Тернопільської області — 21 січня 1881, Львів) — галицький польський політик вірменського походження. Представник роду Кшечуновичів.

## Життєпис
Народився 2 лютого 1815 року в с. Соснів, нині Тернопільського району, Тернопільської області, Україна. Найстарший син Валеріяна та його дружини Йоанни з Мануґевичів.
Спочатку навчався в єзуїтських навчальних закладах: у колегіумах у Тернополі і Львові, у 1838 році закінчив відділ права Львівського університету. 2 роки працював у львівській дирекції (прокураторії) скарбу.
1839 року виїхав до Риму, потім Швейцарії, Франції для покращення знань з економіки, права. Слухав виклади в Сорбонні, Коллеж-де-Франс. З 1847 року був членом «Галицького товариства господарчого» у Львові. 
31 липня 1858 року одружився з племінницею Ізабелею Суходольською, молодшою на 27 років. Діти: Александер, Гелена (1867—1932), Валеріян (1870—1945) — дідич Яричева, посол Галицького сейму 1913—1914; Лєон (1872—1888).
Помер 21 січня 1881 року від пневмонії. Похований на Личаківському цвинтарі у Львові в родинній каплиці Кшечуновичів (головна алея, поле № 2)).

## Праці
- «Z jakich powodów ustały u nas gorzelnie i jakie środki byłyby zapobiedz tej klęsce» // Rozprawy Lwowskie. — 1859. — t. XXIV. — S. 50-57.
- «Uwagi nad szacowaniem gruntów, mającemsię odbyć podług ustawy z 24 Maja 1809. O regulacyi podatku gruntowego». — Lwów, 1870.